# Tuyến Tōkyū Meguro
Tuyến Tokyu Meguro (東急目黒線 (Đông Cấp Mục Hắc Tuyến) Tōkyū Meguro-sen) là một tuyến đường sắt vận hành bởi công ty đường sắt tư nhân Tokyu Corporation. Bản thân tên của tuyến này nhằm chỉ đoạn từ Meguro tới Den-en-chōfu ở phía Tây Nam của Tokyo, nhưng gần như tất cả các tàu đều chạy tới tận Hiyoshi và song song với Tuyến Tōyoko từ Den-en-chōfu.
Tuyến Meguro được nối tiếp với Tuyến Tokyo Metro Namboku và Tuyến Toei Mita. Cho tới khi các kết nối này hoàn thành vào năm 2000, tuyến này là một phần của Tuyến Mekama, và chạy giữa Meguro và Kamata. Phần còn lại của Tuyến Mekama được đặt tên là Tuyến Tōkyū Tamagawa. Vào ngày 22 tháng 6 năm 2008, các đường ray mới cho Tuyến Meguro từ Motosumiyoshi tới Hiyoshi được xây dựng thêm vào.
Các chuyến tàu Tốc hành (Express) từ Musashi-Kosugi tới Meguro bắt đầu từ 25 tháng 9 năm 2006, và được mở rộng thêm xuống Hiyoshi vào 22 tháng 6 năm 2008. Các tàu Express tiết kiệm được 5 phút trên toàn tuyến và luôn vượt các tàu thường (local) tại Musashi-Koyama. Các tàu Express chạy vào thời điểm ban ngày, cứ 4 đến 5 chuyến tàu của Tuyến Meguro xen bằng một chuyến Express, và được tăng tần suất vào giờ cao điểm.

## Danh sách nhà ga
| Số hiệu | Nhà ga         | Hán tự   | Express | Có thể chuyển tuyến                                                                     | Vị trí                | Vị trí   |
| --- | -------------- | -------- | ------- | --------------------------------------------------------------------------------------- | --------------------- | -------- |
| ↑ chạy tiếp nối với/từ NTuyến Tokyo Metro Namboku hướng Urawa-Misono bằng Tuyến đường sắt cao tốc Saitama ↑ ↑ chạy tiếp nối với/từ ITuyến Toei Mita hướng Nishi-Takashimadaira ↑ |                |          |         |                                                                                         |                       |          |
| MG01 | Meguro         | 目黒     | ●       | - JY Tuyến Yamanote - NTuyến Tokyo Metro Namboku - ITuyến Toei Mita                     | Shinagawa             | Tokyo    |
| MG02 | Fudō-mae       | 不動前   | ｜      |                                                                                         | Shinagawa             | Tokyo    |
| MG03 | Musashi-Koyama | 武蔵小山 | ●       |                                                                                         | Shinagawa             | Tokyo    |
| MG04 | Nishi-Koyama   | 西小山   | ｜      |                                                                                         | Shinagawa             | Tokyo    |
| MG05 | Senzoku        | 洗足     | ｜      |                                                                                         | Meguro                | Tokyo    |
| MG06 | Ōokayama       | 大岡山   | ●       | OM Tuyến Tokyu Oimachi                                                                  | Ōta                   | Tokyo    |
| MG07 | Okusawa        | 奥沢     | ｜      |                                                                                         | Setagaya              | Tokyo    |
| MG08 | Den-en-chōfu   | 田園調布 | ●       | TY Tuyến Tokyu Toyoko                                                                   | Ōta                   | Tokyo    |
| MG09 | Tamagawa       | 多摩川   | ●       | - TY Tuyến Tokyu Toyoko - TM Tuyến Tokyu Tamagawa                                       | Ōta                   | Tokyo    |
| MG10 | Shin-Maruko    | 新丸子   | ｜      | TY Tuyến Tokyu Toyoko                                                                   | Nakahara-ku, Kawasaki | Kanagawa |
| MG11 | Musashi-Kosugi | 武蔵小杉 | ●       | - TY Tuyến Tokyu Toyoko - JN Tuyến Nambu - JO Tuyến Yokosuka - JS Tuyến Shonan-Shinjuku | Nakahara-ku, Kawasaki | Kanagawa |
| MG12 | Motosumiyoshi  | 元住吉   | ｜      | TY Tuyến Tokyu Toyoko                                                                   | Nakahara-ku, Kawasaki | Kanagawa |
| MG13 | Hiyoshi        | 日吉     | ●       | - TY Tuyến Tokyu Toyoko - Tuyến Green Đường sắt ngầm đô thị Yokohama                    | Kōhoku-ku, Yokohama   | Kanagawa |

## Thế hệ tàu

### Tokyu
- Tàu 6 toa dòng 3000
- Tàu 6 toa dòng 5080

### Các công ty vận hành khác
- Tàu 6 toa dòng Đường sắt cao tốc Saitama 2000 (Tuyến đường sắt cao tốc Saitama)
- Tàu 6 toa dòng Toei 6300 (Tuyến Toei Mita)
- Tàu 6 toa dòng Tokyo Metro 9000 (Tuyến Tokyo Metro Namboku)

## Lịch sử
- 1923:
  - 11 tháng 3: Tuyến được mở với tên là "Tuyến Meguro" nối Meguro và Maruko (nay là Numabe) (hiện nay là Tuyến Tamagawa).
  - Tháng 10: Ga Meguro-Fudōmae được đổi tên thành Fudōmae.
  - 1 tháng 11: Tuyến được mở rộng từ Maruko tới Kamata, và tuyến được đổi tên thành Tuyến Mekama.
- 1 tháng 6 năm 1924: Ga Koyama trở thành Musashi-Koyama.
- 1 tháng 1 năm 1926: Ga Chōfu và ga Tamagawa được đổi tên thành Den-en-Chōfu và Maruko-Tamagawa.
- 1 tháng 8 năm 1928: Ga Nishi-Koyama mở cửa.
- 1 tháng 1 năm 1931: Ga Maruko-Tamagawa lại đổi tên thành Tamagawa-en-mae.
- 16 tháng 12 năm 1977: Ga Tamagawa-en-mae lại đổi tên thành Tamagawa-en.
- 27 tháng 11 năm 1994: Ga Den-en-Chōfu được chuyển thành ga ngầm.
- 1997:
  - 27 tháng 6: Ga Ōokayama được chuyển thành ga ngầm.
  - 27 tháng 7: Ga Meguro được chuyển thành ga ngầm.
- 10 tháng 10 năm 1999: Ga Fudōmae được nâng tầng.
- 2000:
  - 6 tháng 8: Chia thành 2 dịch vụ, Meguro - Musashi-Kosugi và Tamagawa - Kamata. Ga Tamagawa-en đổi tên thành Tamagawa station.
  - 26 tháng 9: Dịch vụ tiếp nối được triển khai với Tuyến Tokyo Metro Namboku và Tuyến Toei Mita.
- 28 tháng 3 năm 2001: Dịch vụ tiếp nối được triển khai với Tuyến đường sắt cao tốc Saitama thông qua Tuyến Namboku.
- 2006:
  - 2 tháng 7: Cùng với việc chia tách của ga Fudōmae và Senzoku, ga Musashi-Koyama và Nishi-Koyama được chuyển thành ga ngầm.
  - 25 tháng 9: Các chuyến tốc hành (Express) ra mắt.
- 22 tháng 6 năm 2008: Tuyến mở rộng tới Hiyoshi.

### Các tuyến liên kết trước đây
- Ga Okusawa - Tuyến đường săt khổ 1067mm dài 1 km, điện khí hóa DC 600 V, từ Shin-Okusawa từ năm 1928 đến năm 1935, giúp kết nối đến Yukigaya-Otsuka trên Tuyến Tokyu Ikegami.